# Звичайні люди (фільм, 2022)
Звичайні люди (The Ordinaries) — німецька науково-фантастична трагікомедія 2022 року, знята Софі Лінненбаум, яка написала сценарій разом із Міхаелем Феттером Натанскі.

## Про фільм
Звичайні люди у незвичайних ситуаціях. Кожна людина може виявитися несподівано героєм у своїй життєвій історії.
Всесвіт фільму наповнений загадковими подіями та магією.

## Знімались
| Актор                | Роль              |
| -------------------- | ----------------- |
| Файн Сендел          | Паула             |
| Юле Бьове            | Еліза             |
| Геннінг Пекер        | домашній робітник |
| Сіра-Анна Фаал       | Анна              |
| Деніз М'Байє         | докторка Купер    |
| Паскуале Алеарді     | пан Купер         |
| Мартін Умбах         | Тогой             |
| Аурел Мантей         | Удо               |
| Міхаель Пінк         | Генрі             |
| Пауль Міхаель Штілер | Леон              |